# Левенфиш, Григорий Яковлевич
Григорий Яковлевич Левенфи́ш (при рождении Гершл Левенфиш; 7 (19) марта 1889, Петроков — 9 февраля 1961, Москва) — советский шахматист, международный гроссмейстер (1950). Двукратный чемпион СССР (1934/1935, 1937). Чемпион Санкт-Петербурга (1909).

## Биография
Детские годы провёл в Люблине. Научился играть в шахматы в 6 лет. После окончания гимназии в 1907 году поступил в Технологический институт в Санкт-Петербурге. По профессии - инженер-химик. Работал в химической промышленности, участвовал в проектировании и строительстве стекольных заводов.
В соревнованиях начал выступать в Санкт-Петербурге в студенческие годы. В 1909 стал чемпионом города, в 1911 дебютировал в международном турнире в Карлсбаде.
После революции 9 раз играл в чемпионатах Ленинграда (последний — в 1952), в 1922 и 1924 стал чемпионом.
В 1910—1930-е годы — один из сильнейших шахматистов России и СССР. Неоднократно участвовал в чемпионатах СССР, дважды занимал или делил 1-е место, в 1937 сыграл вничью матч с М. М. Ботвинником, тем самым сохранив за собой звание чемпиона СССР. Однако, вопреки спортивному принципу, на АВРО-турнир был командирован Ботвинник, что означало крушение всех надежд Левенфиша.
В 1937 третьим (после Верлинского и Ботвинника) получил звание гроссмейстера СССР. Имел также звание заслуженного мастера спорта СССР (1947).
Известен как шахматный теоретик и литератор. Много раз издавались его учебники для начинающих. В 1940 он был редактором и одним из составителей справочника «Современный дебют». Автор ряда дебютных систем, исследователь ладейного эндшпиля.
Скончался 9 февраля 1961 года после непродолжительной тяжелой болезни. Урна с прахом захоронена в колумбарии Донского кладбища.

## Спортивные результаты
| Год         | Город              | Турнир | +  | −  | =  | Результат  | Место              |
| ----------- | ------------------ | --- | -- | -- | -- | ---------- | ------------------ |
| 1909        | Санкт-Петербург    | Смешанный турнир I и II категории Шахматного собрания                                                                |    |    |    | 12 из 13   | 1                  |
|             | Санкт-Петербург    | Турнир шести шахматистов                                                                                             |    |    |    |            | 1—3                |
| 1910        | Санкт-Петербург    | Матч студенческой сборной и сборной Шахматного собрания (2-я доска, против Е. А. Зноско-Боровского)                  | 1  | 0  | 0  | 1 из 1     |                    |
|             | Москва             | Матч Москва — Санкт-Петербург (3-я доска, против А. С. Селезнева)                                                    | 0  | 0  | 1  | 0,5 из 1   |                    |
|             | Вильно             | Матч с П. Листом | 4  | 4  | 1  | 4,5 : 4,5  |                    |
|             | Санкт-Петербург    | Большой турнир Шахматного собрания (финал)                                                                           |    |    |    | 5 из 7     | 3—4                |
| 1911        | Данциг             | Серия тренировочных партий с фон Хеннигом                                                                            |    |    |    |            |                    |
|             | Карлсбад           | 2-й международный турнир                                                                                             | 8  | 10 | 7  | 11½ из 25  | 14—16              |
| 1912        | Санкт-Петербург    | Зимний турнир Шахматного собрания                                                                                    |    |    |    |            | 2                  |
|             | Москва             | Матч Москва — Санкт-Петербург (2-я доска, против Б. М. Блюменфельда)                                                 | 0  | 0  | 1  | 0,5 из 1   |                    |
|             | Вильно             | Всероссийский турнир мастеров                                                                                        | 5  | 6  | 7  | 8½ из 18   | 6—7                |
| 1913        | Санкт-Петербург    | Международный турнир (в рамках гастролей О. Дураса)                                                                  | 1  | 0  | 2  | 2 из 3     | 1—2                |
| 1913 / 1914 | Санкт-Петербург    | Всероссийский турнир мастеров                                                                                        | 9  | 5  | 3  | 10½ из 17  | 5                  |
| 1920        | Петроград          | Первенство Петрограда                                                                                                |    |    |    | 7 из 11    | 3                  |
|             | Москва             | Всероссийская шахматная олимпиада                                                                                    | 7  | 2  | 6  | 10 из 15   | 3                  |
| 1921        | Петроград          | Турнир шести шахматистов                                                                                             |    |    |    |            |                    |
| 1922        | Москва             | Матч Москва — Петроград (1-я доска, против Ф. И. Дуз-Хотимирского)                                                   | 0  | 2  | 0  | 0 из 2     |                    |
|             | Петроград          | Первенство Петрограда                                                                                                |    |    |    | 9 из 11    | 1                  |
| 1923        | Петроград          | 2-й чемпионат СССР                                                                                                   | 7  | 1  | 4  | 9 из 12    | 2                  |
| 1924        | Ленинград          | Первенство Ленинграда                                                                                                |    |    |    | 8,5 из 10  | 1                  |
|             | Москва             | 3-й чемпионат СССР                                                                                                   | 8  | 2  | 7  | 11½ из 17  | 3—4                |
| 1925        | Ленинград          | Первенство Ленинграда                                                                                                |    |    |    | 8,5 из 11  | 1—4                |
|             | Ленинград          | 4-й чемпионат СССР                                                                                                   | 11 | 4  | 4  | 13 из 19   | 2                  |
|             | Москва             | Международный турнир                                                                                                 | 5  | 7  | 8  | 9 из 20    | 15                 |
| 1926        | Ленинград          | Матч Ленинград — Москва союза совторгслужащих (1-я доска, против П. А. Романовского)                                 | 1  | 0  | 0  | 1 из 1     |                    |
|             | Москва             | Матч сборная Москвы — сборная совторгслужащих (1-я доска, против А. С. Сергеева)                                     | 0  | 0  | 1  | 0,5 из 1   |                    |
|             | Москва             | Матч Москва — Ленинград (2-я доска, против Н. М. Зубарева)                                                           | 1  | 0  | 1  | 1,5 из 2   |                    |
| 1927        | Ленинград          | Командное первенство ВЦСПС                                                                                           |    |    |    |            |                    |
| 1928        | Ленинград          | Первенство Ленинграда                                                                                                | 8  | 0  | 7  | 11,5 из 15 | 2                  |
| 1929        | Ленинград          | Предварительный турнир первенства Ленинграда                                                                         |    |    |    |            |                    |
| 1930        | Ленинград          | Турнир ленинградских мастеров                                                                                        | 1  | 2  | 5  | 3,5 из 8   | 7                  |
| 1932        | Ленинград          | Тренировочный турнир ленинградских шахматистов                                                                       |    |    |    |            | турнир не закончен |
| 1933        | Ленинград          | 8-й чемпионат СССР                                                                                                   | 9  | 4  | 6  | 12 из 19   | 3—5                |
| 1934        | Ленинград          | Турнир ленинградских мастеров                                                                                        |    |    |    | 7,5 из 13  | 4—7                |
|             | Ленинград          | Международный турнир (с участием М. Эйве и Г. Кмоха)                                                                 | 0  | 3  | 8  | 4 из 11    | 11                 |
| 1934 / 1935 | Ленинград          | 9-й чемпионат СССР                                                                                                   | 8  | 3  | 8  | 12 из 19   | 1—2                |
| 1935        | Москва             | Международный турнир                                                                                                 | 6  | 4  | 9  | 10½ из 19  | 6—7                |
|             | Москва             | Матч Москва — Ленинград (в рамках гастролей шахматно-шашечной сборной Ленинграда; 1-я доска, против Н. Н. Рюмина)    | 1  | 0  | 0  | 1 из 1     |                    |
|             | Тифлис             | Матч Тифлис — Ленинград (в рамках гастролей шахматно-шашечной сборной Ленинграда; 1-я доска, против А. С. Эбралидзе) | 1  | 0  | 0  | 1 из 1     |                    |
| 1936        | Москва             | Международный турнир                                                                                                 | 2  | 5  | 11 | 7½ из 18   | 7—10               |
|             | Ленинград          | Первенство Ленинграда                                                                                                | 5  | 2  | 7  | 8,5 из 14  | 4                  |
| 1937        | Ленинград          | Международный турнир (в рамках гастролей Р. Файна)                                                                   | 2  | 1  | 2  | 3 из 5     | 2                  |
|             | Тбилиси            | 10-й чемпионат СССР                                                                                                  | 9  | 3  | 7  | 12½ из 19  | 1                  |
|             | Ленинград          | Матч Ленинград — Москва (1-я доска, против В. А. Алаторцева)                                                         | 1  | 1  | 0  | 1 из 2     |                    |
|             | Ленинград — Москва | Матч с М. М. Ботвинником                                                                                             | 5  | 5  | 3  | 6½ : 6½    |                    |
| 1939        | Ленинград — Москва | «Тренировочный» международный турнир                                                                                 | 5  | 2  | 10 | 10 из 17   | 3—6                |
|             | Ленинград          | 11-й чемпионат СССР                                                                                                  | 6  | 6  | 5  | 8,5 из 17  | 8—10               |
| 1940        | Ленинград — Москва | Матч с В. А. Алаторцевым                                                                                             | 6  | 2  | 6  | 9 : 5      |                    |
|             | Москва             | 12-й чемпионат СССР                                                                                                  | 1  | 7  | 11 | 6,5 из 19  | 18—19              |
| 1943        | Куйбышев           | Показательный турнир (трехкруговой)                                                                                  |    |    |    |            |                    |
| 1946        | Ленинград          | Матч Ленинград — сборная Праги и Братиславы (против Ч. Коттнауэра)                                                   | 1  | 1  | 0  | 1 из 2     |                    |
|             | Ленинград          | Первенство Ленинграда                                                                                                | 8  | 3  | 6  | 11 из 17   | 2                  |
|             | Ленинград          | Полуфинал 15-го чемпионата СССР                                                                                      | 7  | 4  | 7  | 10,5 из 18 | 3—4                |
| 1947        | Ленинград          | 15-й чемпионат СССР                                                                                                  | 4  | 5  | 10 | 9 из 19    | 10—12              |
| 1948        | Москва             | 16-й чемпионат СССР                                                                                                  | 6  | 8  | 4  | 8 из 18    | 13—15              |
| 1949        | Ленинград          | Полуфинал 17-го чемпионата СССР                                                                                      | 7  | 4  | 6  | 10 из 17   | 3—4                |
|             | Москва             | 17-й чемпионат СССР                                                                                                  | 3  | 10 | 6  | 6 из 19    | 18—20              |
| 1950        | Горький            | Полуфинал 18-го чемпионата СССР                                                                                      | 5  | 6  | 4  | 7 из 15    | 9—10               |
| 1951        | Баку               | Полуфинал 19-го чемпионата СССР                                                                                      |    |    |    |            |                    |
| 1952        | Сочи               | Полуфинал 20-го чемпионата СССР                                                                                      | 7  | 7  | 3  | 8,5 из 17  | 10—11              |
|             | Одесса             | Командное первенство СССР                                                                                            |    |    |    |            |                    |
| 1953        | Минск              | Командное первенство ВЦСПС («Медик», 1-я доска)                                                                      |    |    |    | 5½ из 10   |                    |
|             | Ленинград          | Командное первенство СССР                                                                                            |    |    |    |            |                    |
| 1954        | Москва             | Чемпионат Москвы | 3  | 7  | 4  | 5 из 14    | 13                 |

## Книги
- Первая книга шахматиста. — Ленинград, 1925. — 215 с. (2-е изд. 1926).
- Матч Алехин — Капабланка на первенство мира. — Ленинград, 1928. — 131 с. (в соавторстве с П. А. Романовским).
- IX Всесоюзное шахматное первенство. — Москва; Ленинград : Физкультура и туризм, 1937. — 227 с.
- Шахматные основы. — Ленинград, 1950. — 101 с. (соавторстве с В. А. Чеховером).
- Шахматы для начинающих. — Ленинград : Лениздат, 1950. — 223 с. (2-е изд. 1953).
- Книга начинающего шахматиста. - М.: Физкультура и спорт, 1957. - 357 с. (2-е изд. 1959, 360 с.) (Есть посмертные переиздания).
- Теория ладейных окончаний. — М.: Физкультура и спорт, 1957. — 215 с. (в соавторстве со В. В. Смысловым).
- Избранные партии и воспоминания. — М.: Физкультура и спорт, 1967. — 200 с.
- Теория ладейных окончаний / в соавторстве со В. В. Смысловым. — 3-е изд. — М.: Физкультура и спорт, 1986. — 255 с. — (Шахматные окончания). — 100 000 экз.